# Raymond Duncan
Pour les articles homonymes, voir Duncan.
Raymond Duncan, né à San Francisco le 1er novembre 1874 et mort à Cavalaire-sur-Mer le 14 août 1966, est un philosophe, artiste, poète, artisan et danseur américain, frère de la danseuse Isadora Duncan.

## Biographie
Fils du banquier Joseph Charles Duncan et de Mary Dora Gray, sœur cadette du sénateur de Californie Thomas Gray, il est le troisième de quatre enfants, Elisabeth, Augustin, Raymond et Isadora. S'intéressant précocement à l'art, il conçoit en 1891 à l'âge de 17 ans une théorie du mouvement qu'il nomme « kinematic — a remarkable synthesis of the movements of labor and of daily life » selon laquelle la finalité du travail réside dans l'épanouissement du travailleur et non dans sa production ou son revenu.
En 1898, il accompagne sa mère et ses proches à Londres, Berlin, Athènes et Paris. À Paris, il rencontre le poète itinérant allemand Gustav Gräser, prophète d'une vie libre et proche à la nature. Raymond devient son disciple et répand ses idées : développer tous ses dons en harmonie, produire tout de ses propres mains, vivre une existence dansante. Sa théorie sur le mouvement le conduit à collaborer étroitement avec sa sœur Isadora. Très influencé par la culture de la Grèce antique, il vit avec sa femme grecque, Pénélope Sikelianou (décédée en 1925), à proximité d'Athènes, dans une villa meublée à la manière des anciens Grecs. Il fabrique lui-même ses meubles, ses poteries, ses tapisseries et ses tenues à l'antique, qu'il porte chez lui comme lors de ses voyages, notamment à Berlin en 1907.
En 1909, Raymond et Pénélope entament aux États-Unis une série de spectacles de chants et de danses traditionnels grecques. Ils passent notamment par Philadelphie, Chicago, Kansas City, San Francisco, Portland, en donnant également des conférences et des cours. Ils passent ensuite plusieurs mois chez les Indiens Klamath sur la côte nord-ouest des États-Unis. En 1911, de retour à Paris, Raymond et Pénélope fondent une école : l'Akademia. En 1929, Raymond présente au Salon des indépendants la toile Opus ainsi qu'une vitrine contenant des soies tissées et peintes à la main.
Par ailleurs, Duncan trouve le temps de composer des poèmes et des pièces de théâtre, d'éditer des journaux et articles exposant sa philosophie, qu'il nomme « l'actionalisme ». Il imprime lui-même ses ouvrages en se servant de caractères typographiques de sa fabrication et d'encre à base de murex. Son but ultime n'est rien d'autre qu'une « complète technique de vie » synthétisant travail, art et exercice physique au service de l'accomplissement de l'homme.
À l'âge de 73 ans, Raymond Duncan propose de créer la ville de « New Paris York » a une latitude de 45 N et une longitude de 36 W, soit au milieu de l'océan Atlantique, comme symbole de coopération culturelle internationale.

## L'Akademia

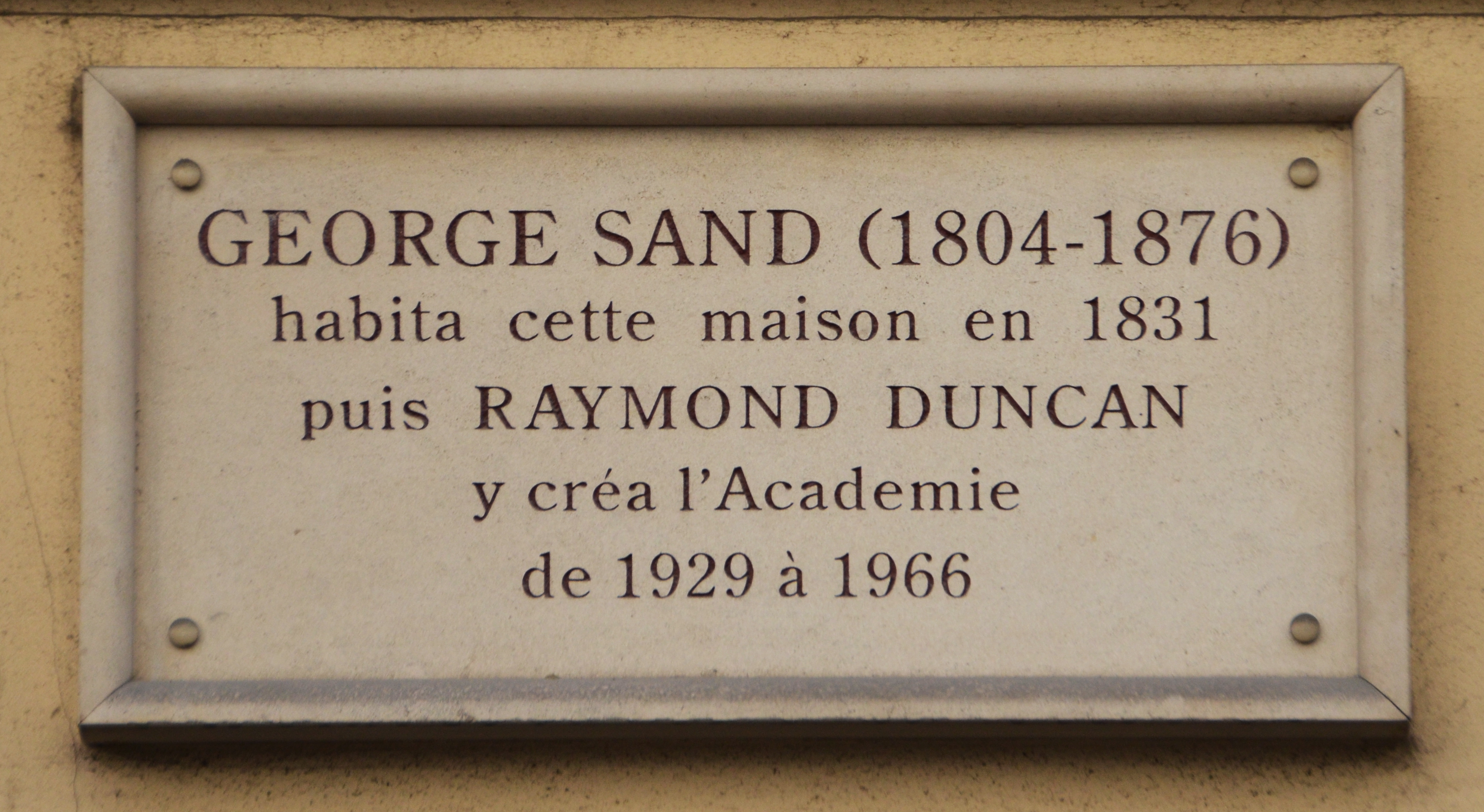
Plaque au no 31 rue de Seine (6e arrondissement de Paris).

L'Akadémia, située au 31 rue de Seine à Paris, est basée sur l'idée d'académie platonicienne et se veut « un lieu ouvert à toutes les innovations en théâtre, littérature, musique et arts plastiques ». Duncan et son entourage y dispensent gratuitement des cours de danse, de beaux-arts et d'artisanat. Il ouvre par la suite à Londres une deuxième école similaire. 
Parmi les artistes réputés qui sont passés là, on peut signaler qu'Alan Stivell, quand il était enfant, dans les années 1950, a joué de la harpe celtique plusieurs fois pour le public de l'Akademia Raymond Duncan.
L'Akadémia de Paris continua ses activités après la mort de Raymond Duncan, grâce au travail de sa seconde épouse Aia (décédée en 1977), jusqu'aux années 1970. L'immeuble abritait entre autres une galerie d'art, un magasin, un atelier d'imprimerie, avec un amphithéâtre dans la cour intérieure. Une plaque orne encore la façade de l'immeuble.
Une partie de l'activité de Raymond Duncan est visible dans le reportage documentaire d'Orson Welles, Around the World with Orson Welles: Saint-Germain-des-Prés.

## Publications
- Le Vrai But du travail, conférence faite à l'Université populaire Saint-Antoine, le 7 février 1912
- Les Moyens de grève, conférence donnée à la Bourse du travail, Paris, le 5 mai 1912
- La Danse et la gymnastique, conférence faite à l'Université hellénique, le 4 mai 1914
- La Musique et l'harmonie, conférence faite à l'Université hellénique, le 6 mai 1914
- Les Travaux d'Héraklès, conférence faite à l'Université philosophique, Paris, le 9 mars 1919
- Poèmes de parole torrentielle, 1927
- Initiation aux arts. De la parole à l'idéal, ou de la Poésie, conférence faite rue de la Sorbonne, Paris, le 11 février 1928
- L'Amour à Paris, conférence donnée le 22 janvier 1932
- Étincelles de mon enclume, 2e édition, extraits de conférences et d'articles de 1912 à 1937 sélectionnés et réunis par Alia Bertrand, 1957
- Je chante et je dis, poèmes, s. d.
- De la caverne au temple, ou de l'Architecture, s. d.

Théâtre
- Oidipous, tragédie en cinq actes, un passage et un épilogue, Paris, Théâtre Femina, 6 avril 1927